# Antonio Giosa
Antonio Giosa (Potenza, 21 agosto 1983) è un allenatore di calcio ed ex calciatore italiano, di ruolo difensore, tecnico in seconda dell'Ospitaletto.

## Carriera
Cresciuto nelle giovanili dell'Assopotenza e passato poi a quelle della Reggina, ha esordito tra i professionisti con la squadra calabrese nella partita di Coppa Italia 2001-2002 contro il Cagliari valida per la prima giornata della fase a gironi. Nell'estate del 2002 è stato mandato in prestito al Cittadella Padova dove è rimasto per due stagioni totalizzando 36 presenze in Serie C1 equamente divise tra le due annate e realizzando anche il primo gol in carriera nell'aprile 2004 contro il Lumezzane. Nello stesso periodo ha collezionato anche 2 presenze nella Nazionale Under-20 di Serie C. Nella stagione 2004-2005 è stato ceduto in prestito al Modena con cui ha collezionato solo una presenza anche a causa di un infortunio.
Nel 2005 è tornato alla Reggina, squadra con cui ha esordito in Serie A l'8 febbraio 2006 in Udinese-Reggina 1-2. A Reggio Calabria è rimasto per due anni e ha totalizzato 21 presenze in Serie A e altre 2, con una rete, in Coppa Italia. Nella prime delle due stagioni con la Reggina si è fratturato il radio dell'avambraccio destro in uno scontro di gioco con Giuseppe Colucci del Catania nel marzo 2007, dovendo così terminare anticipatamente la stagione. Dal 27 maggio 2007, grazie al contributo dato sul campo per il raggiungimento della salvezza in Serie A partendo da una penalizzazione di 11 punti, è diventato cittadino onorario della città di Reggio Calabria insieme a tutti gli atleti e allo staff tecnico di quell'annata.
Nella sessione di calciomercato dell'estate 2007 è stato mandato in prestito al Messina. In Sicilia, nonostante una seconda operazione al braccio desto subita nel novembre 2007, ha disputato 25 partite nella Serie B 2007-2008 realizzando anche 2 reti. Tornato nuovamente alla Reggina, nella stagione 2008-2009 non ha giocato nessuna gara a causa di nuovi problemi al braccio desto.
Dopo essersi svincolato dalla Reggina, durante la preparazione estiva della stagione 2009-2010 ha sostenuto un periodo di prova con la formazione di Serie B del L.R. Vicenza, che poi il 7 agosto 2009 lo ha ingaggiato a titolo definitivo. Con la squadra veneta ha giocato 20 incontri nel campionato di Serie B 2009-2010.
Il 29 giugno 2010 è tornato a parametro zero alla Reggina con cui ha firmato un contratto quinquennale. Dopo una stagione con all'attivo 4 presenze, la squadra calabrese lo ha ceduto in prestito al Lumezzane in Lega Pro Prima Divisione. Ha fatto il suo esordio con la maglia rossoblù l'11 settembre 2011 a Benevento e ha disputato in tutto 24 partite. Nella stagione seguente è passato in prestito all'Avellino. Nel corso dell'annata ha giocato 28 partite e con i "Lupi" e ha vinto il girone B della Lega Pro Prima Divisione 2012-2013, guadagnando così la promozione in Serie B, e la Supercoppa di Lega di Prima Divisione.
Nella stagione 2013-2014 è stato ceduto in prestito al Como. Con la maglia della squadra lariana ha segnato una rete contro il Südtirol-Alto Adige nella quarta giornata di campionato, tornato al gol a distanza di 5 anni e mezzo dall'ultima marcatura.
Nella stagione 2014-2015, dopo aver rescisso il contratto con la Reggina, si lega in via definitiva al Como sottoscrivendo un contratto triennale.
Questa stagione lo vede autentico protagonista della cavalcata che riporta i lariani, dopo undici anni, in serie B. Gioca con continuità 32 partite (27 di campionato e 5 di playoff) e 8 di coppa Italia e realizza 3 reti, tutte decisive (Arezzo-Como 0-1, Como-Novara 1-0 e Alessandria-Como 0-1) e 2 assist. Nella stagione anche un bel percorso in coppa Italia persa in finale con il Cosenza.
La stagione 2015-2016 è meno fortunata delle precedenti, in quanto la squadra dopo un campionato mediocre sempre al di sotto delle aspettative, retrocede in Lega pro. Nonostante la retrocessione riesce sempre ad essere uno dei migliori della sua squadra, di cui è anche il capitano, realizzando 2 reti (una a Pescara nella gara persa per 1-2 e l'altra allo Spezia nella gara vinta per 4-0).
L'8 luglio 2016 passa in prestito al Lecce con obbligo di riscatto in caso di promozione in Serie B.
L'11 luglio 2017 Giosa viene acquistato dall'Alessandria, sottoscrivendo un contatto annuale.
Dopo aver militato per due stagioni nel Potenza, il 20 agosto 2020 passa al Monopoli.
Poche apparizioni con il Catania nel 2021 rappresentano l'epilogo della sua carriera professionistica.

## Statistiche

### Presenze e reti nei club
Statistiche aggiornate al 21 febbraio 2021.
| Stagione          | Squadra           | Campionato        | Campionato | Campionato | Coppe nazionali | Coppe nazionali | Coppe nazionali | Coppe continentali | Coppe continentali | Coppe continentali | Altre coppe | Altre coppe | Altre coppe | Totale | Totale |
| Stagione          | Squadra           | Comp              | Pres       | Reti       | Comp            | Pres            | Reti            | Comp               | Pres               | Reti               | Comp        | Pres        | Reti        | Pres   | Reti   |
| ----------------- | ----------------- | ----------------- | ---------- | ---------- | --------------- | --------------- | --------------- | ------------------ | ------------------ | ------------------ | ----------- | ----------- | ----------- | ------ | ------ |
| 2001-2002         | Reggina           | B                 | 0          | 0          | CI              | 1               | 0               | -                  | -                  | -                  | -           | -           | -           | 1      | 0      |
| 2002-2003         | Cittadella        | C1                | 18         | 0          | CI+CI-C         | 2               | 0               | -                  | -                  | -                  | -           | -           | -           | 20     | 0      |
| 2003-2004         | Cittadella        | C1                | 18         | 1          | CI-C            | 0               | 0               | -                  | -                  | -                  | -           | -           | -           | 18     | 1      |
| Totale Cittadella | Totale Cittadella | Totale Cittadella | 36         | 1          |                 | 2               | 0               |                    | -                  | -                  |             | -           | -           | 38     | 1      |
| 2004-2005         | Modena            | B                 | 1          | 0          | CI              | 0               | 0               | -                  | -                  | -                  | -           | -           | -           | 1      | 0      |
| 2005-2006         | Reggina           | A                 | 6          | 0          | CI              | 0               | 0               | -                  | -                  | -                  | -           | -           | -           | 6      | 0      |
| 2006-2007         | Reggina           | A                 | 15         | 0          | CI              | 2               | 1               | -                  | -                  | -                  | -           | -           | -           | 17     | 1      |
| 2007-2008         | Messina           | B                 | 25         | 2          | CI              | 0               | 0               | -                  | -                  | -                  | -           | -           | -           | 25     | 2      |
| 2008-2009         | Reggina           | A                 | 0          | 0          | CI              | 0               | 0               | -                  | -                  | -                  | -           | -           | -           | 0      | 0      |
| 2009-2010         | L.R. Vicenza      | B                 | 20         | 0          | CI              | 1               | 0               | -                  | -                  | -                  | -           | -           | -           | 21     | 0      |
| 2010-2011         | Reggina           | B                 | 4          | 0          | CI              | 0               | 0               | -                  | -                  | -                  | -           | -           | -           | 4      | 0      |
| Totale Reggina    | Totale Reggina    | Totale Reggina    | 25         | 0          |                 | 3               | 1               |                    | -                  | -                  |             | -           | -           | 28     | 1      |
| 2011-2012         | Lumezzane         | 1D                | 24         | 0          | CI-LP           | 0               | 0               | -                  | -                  | -                  | -           | -           | -           | 24     | 0      |
| 2012-2013         | Avellino          | 1D                | 17         | 0          | CI+CI-LP        | 1               | 0               | -                  | -                  | -                  | SL-PD       | 2           | 0           | 20     | 0      |
| 2013-2014         | Como              | 1D                | 19         | 2          | CI-LP           | -               | -               | -                  | -                  | -                  | -           | -           | -           | 19     | 2      |
| 2014-2015         | Como              | LP                | 27+5       | 2          | CI+CI-LP        | 3+3             | 0               | -                  | -                  | -                  | -           | -           | -           | 38     | 2      |
| 2015-2016         | Como              | B                 | 24         | 2          | CI              | 1               | 0               | -                  | -                  | -                  | -           | -           | -           | 25     | 2      |
| Totale Como       | Totale Como       | Totale Como       | 70+5       | 6          |                 | 7               | 0               |                    | -                  | -                  |             | -           | -           | 82     | 6      |
| 2016-2017         | Lecce             | LP                | 30+4       | 0          | CI+CI-LP        | 3               | 0               | -                  | -                  | -                  | -           | -           | -           | 37     | 0      |
| 2017-2018         | Alessandria       | C                 | 20+1       | 0          | CI+CI-C         | 0+6             | 0               | -                  | -                  | -                  | -           | -           | -           | 27     | 0      |
| 2018-2019         | Potenza           | C                 | 12+2       | 1          | CI-C            | 3               | 0               | -                  | -                  | -                  | -           | -           | -           | 17     | 1      |
| 2019-2020         | Potenza           | C                 | 28+2       | 3          | CI+CI-C         | 1+1             | 0               | -                  | -                  | -                  | -           | -           | -           | 32     | 3      |
| Totale Potenza    | Totale Potenza    | Totale Potenza    | 40+4       | 5          |                 | 4               | 0               |                    | -                  | -                  |             | -           | -           | 49     | 4      |
| 2020-gen.2021     | Monopoli          | C                 | 9          | 0          | CI              | 2               | 0               | -                  | -                  | -                  | -           | -           | -           | 11     | 0      |
| gen.2021          | Catania           | C                 | 15         | 2          | CI              | -               | -               | -                  | -                  | -                  | -           | -           | -           | 15     | 2      |
| Totale carriera   | Totale carriera   | Totale carriera   | 332+14     | 15         |                 | 30              | 1               |                    | -                  | -                  |             | 2           | 0           | 378    | 16     |

## Palmarès

### Club

#### Competizioni nazionali
- Lega Pro Prima Divisione: 1

Avellino: 2012-2013 (girone B)
- Supercoppa di Lega di Prima Divisione: 1

Avellino: 2013
- Coppa Italia Serie C: 1

Alessandria: 2017-2018
- Coppa Italia Dilettanti: 1

Cast Brescia: 2022-2023

#### Competizioni regionali
- Eccellenza: 2

Cast Brescia: 2022-2023 (girone C)
Ospitaletto: 2023-2024 (girone C)
- Coppa Italia Dilettanti Lombardia: 1

Cast Brescia: 2022-2023